# Giorgi Pertaïa
Pas d'image ? Cliquez ici

a Compétitions nationales et continentales officielles uniquement.

Dernière mise à jour le 5 octobre 2024.
Giorgi Pertaïa, né le 23 décembre 1996, est un joueur géorgien de rugby à XV jouant au poste de pilier droit au FC Grenoble.

## Biographie
Giorgi Pertaïa dispute le Championnat de Géorgie avec les Lelo Saracens avant de rejoindre la franchise du Black Lion.
Avec le Black Lion, il remporte la Rugby Europe Super Cup 2021-2022 avec une victoire 17-14 face aux Portugais du Lusitanos XV et joue également la Currie Cup First Division 2022 (en) où il atteint les demi-finales.
En juin 2022, il s'engage une saison au SO Chambéry en Nationale, puis prolonge son contrat au SOC en mai 2023 pour une nouvelle saison.
En 2024-2025, Giorgi Pertaïa signe au FC Grenoble.

## Palmarès
- Black Lion
  - Vainqueur de la Rugby Europe Super Cup en 2021-2022.
- FC Grenoble
  - Finaliste du Championnat de France de 2e division en 2025.